# Veruschka von Lehndorff
Vera Gottliebe Anna von Lehndorff-Steinort (Königsberg, Kelet-Poroszország (ma: Kalinyingrád, Oroszország), 1939. május 14. –) a Lehndorff családból származó német grófnő (Gräfin von Lehndorff-Steinort), fotómodell, manöken, színésznő, performer képzőművész. Karrierjének csúcsán, az 1960-as években Veruschka vagy Veruschka von Lehndorff néven igen keresett fotómodellként működött. Apját, Heinrich von Lehndorff-Steinort grófot a Hitler elleni katonai összeesküvésben való részvétele miatt kivégezték.

## Származása
Vera von Lehmann-Steinort grófkisasszony 1939-ben született Kelet-Poroszországban (a Német Birodalomban), az ősi Lehmann grófi családban. Kisgyermekkorának első éveit a gazdag földbirtokos arisztokrata család évszázados birtokán töltötte. A család fészke a Steinort kastély a Mazuri-tavak vidékén épült, 1945 után Lengyelország területére került, ma romos állapotban van.

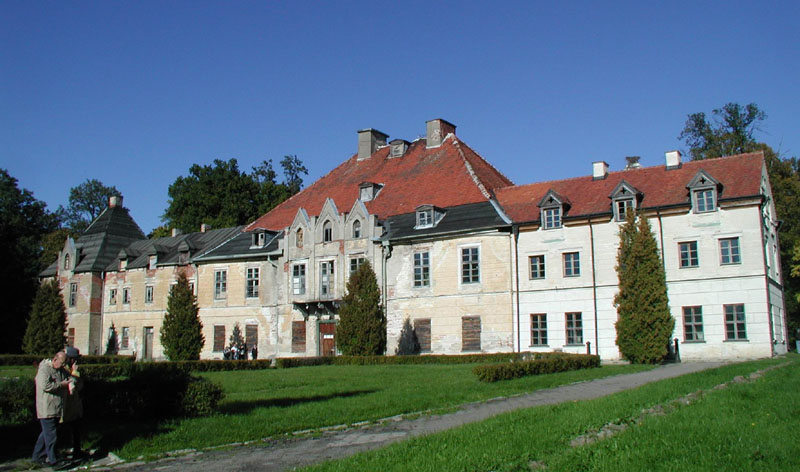
A Lehndorff grófok egykori kastélya Steinortban (Stynort).

Édesanyja Gottliebe von Kalnein grófnő (*1913). Édesapja Heinrich von Lehndorff-Steinort gróf (1909–1944), a német birodalmi tartalék haderő tisztje. Verának három leánytestvére volt: nővére, Marie Eleonore „Nona” (*1937), és két húga, Gabriele (*1942) és Katharina (*1944). Apja csatlakozott a náciellenes német ellenállási mozgalomhoz. Vera ötéves volt, amikor apja részt vett az a Adolf Hitler elleni 1944. július 20-i merényletben. A meghiúsult merénylet után Lehndorff főhadnagyot más tisztekkel együtt kivégezték, családtagjait büntetőtáborba küldték, a család vagyonát elkobozták. A második világháború végén nincstelenül szabadultak, birtokaik a lengyel és a szovjet állam tulajdonába kerültek.
A háború után anyja négy kislányával Németországba menekült. Vera és testvérei itt jártak iskolába, itt mentek férjhez: Marie Eleanore Jan van Haeftenhez, később Wolf-Siegfried Wagnerhez (*1943), Wieland Wagner fiához, Richard Wagner dédunokájához, Gabriele Armin von Plotho báróhoz, Katharina pedig Henrik Kappelhoff-Wulff-hoz.

## Pályafutása
Vera az „éhezés éveiben” (Hungerjahren) nőtt fel. Nehezen dolgozta fel a háborús sokkot, apjának, otthonának elvesztését. Egyik iskolából a másikba vetődött (mire érettségiig jutott, 13 iskolába járt hosszabb-rövidebb ideig. Hosszú langaléta lánnyá növekedett, 14 évesen már 180 cm-nél magasabb volt, társnői gólyának (Storch) csúfolták. Hosszú időket töltött magányosan, a természetben, erdőben elbújva.

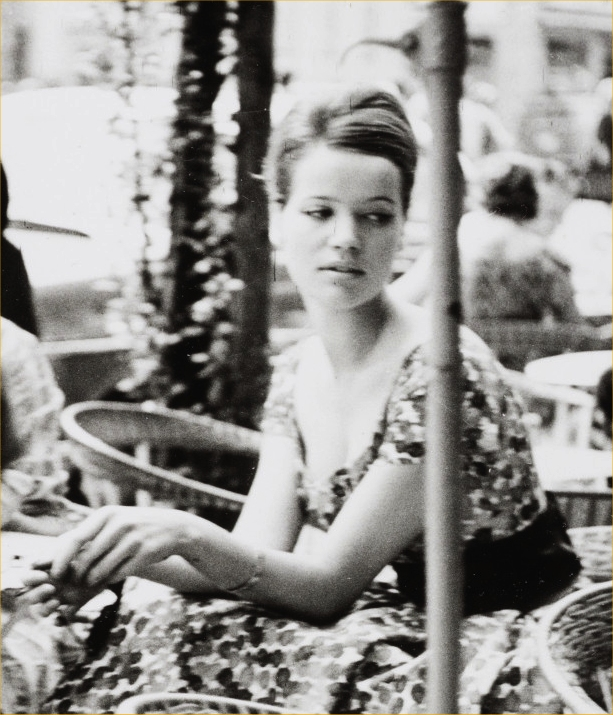
1960-ban Münchenben (Barbara Niggl Radloff fotója)

Hamburgban művészeti főiskolákra járt, majd Firenzébe költözött. 1959-ben, 20 éves korában itt fedezte fel Ugo Mulas fényképész. Vera hamarosan teljes munkaidős divatmanöken és fotómodell lett. Párizsban találkozott Eileen Forddal, a jónevű Ford Modeling Agency vezetőjével.
1961-ben New York-ba ment, ekkor még egyszerűen Verának hívatta magát. Az áttörés nem sikerült, hamarosan visszaköltözött Münchenbe, közben Milánóban is élt egy ideig. Stílust váltott, felvette a Veruschka művésznevet, saját keresztnevének oroszosan becézett formáját. Visszatért New Yorkba, végigjárta a manhattani sztárfotósokat: „Talpig feketébe öltözve beállítottam az összes első vonalbeli fotóshoz, olyanokhoz, mint Irving Penn. Azt mondtam nekik: »Veruschka vagyok, Oroszország, Németország és Lengyelország határvidékéről jöttem. Szeretném látni, mit hoz ki az arcomból.« Ez hatott.” Felkapták, sorban kapta a szerződéseket. Szokatlanul magas termete, nagy keze, nagy lába miatt a reklámszakemberek misztikus ködöt kavartak köréje. A Life magazinban optikai trükkökkel a valósnál is magasabbnak ábrázolták, mintha a mesevilágból jött volna. A keleti pusztákról származó „egzotikus” arisztokrata nő ismeretlen titkokat sejtetett, a bulvársajtó még azt is felvetette, vajon nem volt-e valaha férfi?
1964-ben találkozott Diana Vreelanddel, az American Vogue főszerkesztőjével. Veruschka hamarosan a divatlap állandó modellje lett. Vreeland bátorításával Veruschka megvalósíthatta saját kreatív ötleteit is. Így készültek híres fotói a behavazott japán tájon, hiúzszőrmét viselve, egy szumó harcos társaságában. 1966-ban jelentek meg először teljesen ruhátlan fotói, amelyeken csak testfestés takar ezt-azt.
Ugyanebben az évben kapta első filmszerepét Michelangelo Antonioni filmdrámájában, a Nagyításban. 27 évesen önmagát alakította, a dekadens szenvedélyt sugárzó divatmodellt, egyetlen, mindössze öt perces fotózási jelenetben. A fényképészt David Hemmings alakította. Veruschka később több játékfilmben is szerepelt, de a kultuszfilmmé vált Nagyításban Antonioni által rendezett első szerepét, amely nemzetközi ismertséget hozott neki és amellyel bekerült a filmtörténeti tankönyvekbe is, sohasem tudta felülmúlni.
Paradox módon a keresett divatmodell önmaga nem szerette a divatkreátorok ruháit. 1968-ban a Nova magazinnak nyilatkozta: „Gyűlölöm ezt az egész trendy sikkes kinézetet, Diort, Yves Saint-Laurent-t és hasonlókat. Nagyon jól mutatnak, de semmilyen érzelmet nem keltenek bennem. (...) Ez a divat engem nem inspirál semmire. (...) Mindig különböző típusú nőket alakítottam: másoltam Ursula Andresst, Brigitte Bardot-t, Greta Garbót. Aztán meguntam az egészet, és kifestettem magam, mint egy szabadon élő állat. Egy napon kővé lettem. Depressziós voltam, kimentem római lakásom teraszára, és el akartam tűnni, hasonlóvá válni a terasz köveihez. Hát lefeküdtem egy tükörre, és a kőpadló mintáit ráfestettem az arcomra.”
Modellt ült Salvador Dalínak. (Dali excentrikus színvilága visszaköszön Veruschka későbbi, testfestéssel kombinált aktfotóiban is). Peter Beard fényképész magával vitte Kenyába. Itt kipróbálta, milyen természeti népek élete, szokásai. (Itt szerzett benyomásai is megjelennek azokon a fotókon, ahol meztelen testét kövekhez, növényekhez, állatokhoz hasonló álcázó festés alá rejti). Karrierjének csúcsán Veruschka napi 10 000 dollárt is megkeresett.
1971 júniusában a 31 éves Veruschka is részt vett az abortusz teljes szabadságát követelő médiakampányban, amelyet a feminista Alice Schwarzer által szervezett, a pár hónappal korábbi francia kampány mintára. Az „Mi is elhajtottuk” (Wir haben abgetrieben!) című kampányban ismert nyugat-németországi művészek (köztük Romy Schneider, Senta Berger, Carola Stern, Vera Tschechowa, Veruschka, Ursula Noack, Hanne Wieder, Sabine Sinjen és mások) a nyilvánosság előtt elmondták, hogy ők maguk is tudatosan megsértették a törvényt, és nem kívánt terhességüktől tiltott módon szabadultak meg.
Veruschka nem ment férjhez, nem szült gyermeket. Szenvedélyes, de rövid viszonyokat folytatott. Kerülte a férfi divatmodelleket, a „szép fiúkat”. „Jobban szeretem a karakteres embereket. Olyanokat, akik valami különleges vonással bírnak. Gyakran jártam olyan férfiakkal, akik sokkal alacsonyabbak voltak nálam.” Kiválasztottjai közé sorolják Dustin Hoffmant, Al Pacinót, Peter Fondát, Jack Nicholsont és Warren Beatty-t.
1975-ben nézeteltérése támadt Grace Mirabellával, a Vogue magazin újonnan kinevezett főszerkesztőnőjével, aki azt kívánta tőle, vágassa rövidre a haját, hogy az olvasók jobban azonosulhassak személyével. A konformista divatízlést mindig megvetően elutasító Veruschka inkább elhagyta a divatszakma vezető fórumait.
1981-ben a 42 éves Veruschka neve megjelent Carter Stevens (Edna St. George) rendező hardcore pornófilmjének, a Bizarre Stylesnak stáblistáján.
1983-ban szerepelt a német Vom Zusehen beim Sterben (kb. Tétlenül nézni a haldoklót) c. dokumentumfilmben, amely a vietnami menekültek (Boat people) sorsára kívánta felhívni a nyilvánosság figyelmét. 1984-ben Ulrike Ottinger rendező címszerepet adott neki Dorian Gray a bulvársajtó tükrében (Dorian Gray im Spiegel der Boulevardpresse) c. filmdrámájában, ahol Delphine Seyriggel (1932–1990) játszott együtt. Szerepelt Franc Roddam Frankenstein menyasszonya c. 1985-ös horrorfilmjében, Sting, Jennifer Beals és Clancy Brown társaságában.
1985-ben Veruschka megjelent New York-i művészvilágában. A manhattani TriBeCa művésznegyedben tartott testfestő show-ját nagy érdeklődés kísérte. Korábbi szeretőjével, Holger Trulzsch fényképésszel dolgozott, akinek az 1970-es években is modellkedett. Ekkor dolgozták ki azt a művészi koncepciót, amelyben Veruschka meztelen testére természethű festések kerülnek, amelyek a modellt a megtévesztésig hasonlóvá teszik egyfelől természeti lényekhez (vad állathoz, madárhoz, erdei növényhez, virágcsokorhoz, kövekhez), másfelől különféle jellegzetes emberi archetípusokhoz (filmsztár, divatmajom, gengszter, vénember).
Idő múltával egyre ritkábban tűnt fel a kifutón. 2000-ben a Melbourne-i Divatfesztivál meghívott manöken-vendégeként jelent meg. 2010 októberében, 71 évesen Giles Deacon ruhamodelljeit mutatta be a londoni Divathét (London Fashion Week) őszi rendezvényén. 2010-ben egy lemezfelvételen vokális produkcióval is előállt: az Blixa Bargeld és Alva Noto közös cége, az ANBB által kiadott Mimikry c. album több számában ő énekel.
2006-ban egy kisebb szerepet kapott a Casino Royale című James Bond-filmben.
2010-ben Brooklynban élt, önéletrajzán dolgozott. Ebben az évben Antje Vollmer tollából megjelent Vera von Lehndorff szüleinek életregénye, Doppelleben: Heinrich und Gottliebe von Lehndorff im Widerstand gegen Hitler und von Ribbentrop címmel. 2011. október 12-én Vera von Lehndorff a DuMont kiadónál megjelentette önéletrajzát.
Testi jellemzői (fénykorában): Hajszíne sötétszőke, szeme kék. Testméretei: 86–64–90 cm (34–25–35 in), testmagassága 183cm.

## Filmjei
Játékfilmek
- 1966: Nagyítás
- 1972: Salomé (Myrrhina)
- 1976: Cattivi pensieri (Mario Marani szeretője)
- 1978: Couleur chair (Anna)
- 1979: Milo-Milo (Barbara)
- 1981: Bizarre Styles (pornófilm)
- 1984: Dorian Gray im Spiegel der Boulevardpresse / The Image of Dorian Gray in the Yellow Press (Dorian Gray)
- 1985: Frankenstein menyasszonya (a grófnő)
- 1989: Orchestre rouge, L (Anna Maximovitch)
- 2006: Casino Royale (Wallenstein grófnő)

Dokumentumfilmek
- 1969: Veruschka (TV-dokumentumfilm), rendezte Corinne Pulver
- 1970: Rom aktuell (TV-dokumentumfilm-sorozat), 1.2. epizód
- 1971: Veruschka: Poetry of a Woman (portréfilm, önvallomás)
- 1971: Veruschka Gräfin Lehndorff (TV-dokumentumfilm)
- 1985: Vom Zusehen beim Sterben (dokumentum- és riportfilm)
- 2002: Fame, Fashion and Photography: The Real Blow Up (TV-dokumentumfilm)
- 2005: Veruschka - Die Inszenierung (m)eines Körpers (dokumentumfilm)
- 2007: Prater (beszélgetőműsor, Barbarella, mint stúdióvendég)
- 2007: Die Flucht der Frauen (TV-dokumentumfilm)
- 2009: ZDF-Nachtstudio (tv-sorozat) - „Barbie wird 50” c. műsor (a Barbie-baba 50. „születésnapjára”)

## Kiadott művei
- Vera Lehndorff, Holger Trülzsch, Susan Sontag. Body Art: Veruschka - Trans-figurative Malerei, 1. kiadás (német nyelven), Kohlhammer [1986] (1986. január 1.). ISBN 978-3170094116

- Vera Lehndorff, Holger Trülzsch. „Veruschka”: Transfigurations, 1. kiadás (angol nyelven), Thames & Hudson Ltd. [2011] (1986. október 27.). ISBN 978-0500234662

- Veruschka. Mein Leben, 1. kiadás (német nyelven), DuMont Buchverlag GmbH & Co. KG; [2011] (2011. október 12.). ISBN 978-3832195533